# Juliano Belletti
Juliano Haus Belletti (ur. 20 czerwca 1976 w Cascavel) – brazylijski piłkarz; grał na pozycji prawego bądź lewego obrońcy.

## Kariera klubowa

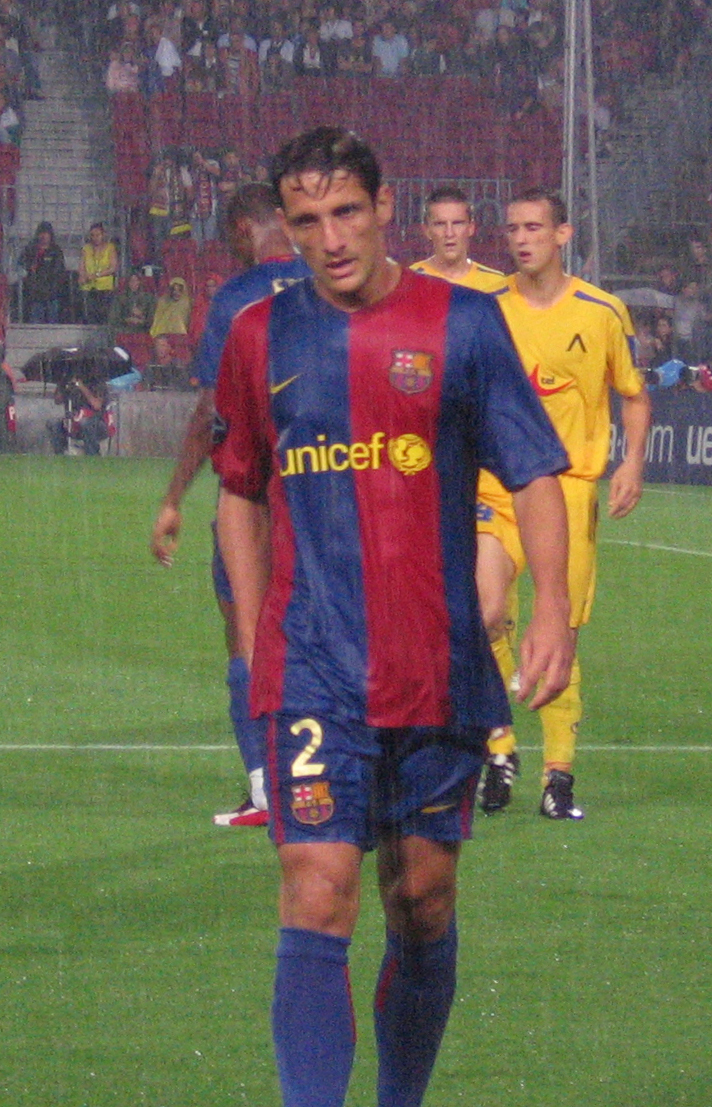
Juliano Belletti w barwach FC Barcelony

Belletti swoją piłkarską karierę rozpoczynał w Cruzeiro EC. Z drużyną Lisów wygrał rozgrywki Campeonato Mineiro. W 1995 roku podpisał kontrakt z São Paulo FC. W brazylijskim zespole nie miał pewnego miejsca w składzie, przez co w 1999 roku został wypożyczony do Atlético Mineiro. Po powrocie z Kogutów występował w São Paulo FC jeszcze przez dwa sezony po czym podpisał kontrakt z występującym w Primera División Villarrealem. W nowej drużynie Belletii od razu zaczął grać w podstawowym składzie.
Dobre występy w Villarrealu spowodowały, że latem 2004 roku Brazylijczyk przeniósł się do FC Barcelony w której zadebiutował 29 sierpnia w ligowym meczu przeciwko Racingowi Santander. Już w pierwszym sezonie występów w Dumie Katalonii Belletti wraz z kolegami z drużyny zdobył mistrzostwo kraju oraz Superpuchar Hiszpanii. Następne rozgrywki wygrała również Barcelona, a w Lidze Mistrzów dotarła do finału w którym pokonała 2:1 Arsenal. Belletii w tym meczu pojawił się na boisku w drugiej połowie, a w 81. minucie wpisał się na listę strzelców. Był to jedyny gol zawodnika zdobyty w barwach Blaugrana. Sezon 2006/2007 spędził głównie lecząc kontuzje. Ostatni mecz w barwach Barcy rozegrał 26 maja 2007 roku, kiedy to wystąpił w ligowym spotkaniu z Getafe CF.
23 sierpnia 2007 roku Belletti przeniósł się do Chelsea. Transfer opiewał na sumę 5,5 miliona funtów. W Premier League zadebiutował 25 sierpnia w wygranym 1:0 spotkaniu z Portsmouth. Pierwszego gola dla The Blues Brazylijczyk zdobył 11 listopada 2007 roku, kiedy to pokonał bramkarza Wigan Athletic – Chrisa Kirklanda. W sezonie 2007/2008 Chelsea zajęła drugie miejsce w lidze oraz dotarła do finału Ligi Mistrzów w którym uległa po serii rzutów karnych Manchesterowi United. Przed kolejnymi rozgrywkami do klubu został ściągnięty boczny obrońca – José Bosingwa – co spowodowało, że trener Luiz Felipe Scolari często przesuwał Bellettiego do linii pomocy. Sezon 2008/2009 The Blues zakończyli wygranym meczem finałowym Pucharu Anglii z Evertonem, a Belletti całe spotkanie przesiedział na ławce rezerwowych. W kolejnych rozgrywkach był rezerwowym i w Premier League rozegrał 11 meczów. Jego klub po emocjonującej walce z Manchesterem United został mistrzem Anglii, oraz po raz drugi z rzędu sięgnął po krajowe trofeum – w finale pokonał Portsmouth, a Belletti grał od 44. minuty, kiedy to zmienił kontuzjowanego Michaela Ballacka. 9 czerwca 2010 roku, oficjalna strona Chelsea potwierdziła, że Brazylijczyk, podobnie jak Michael Ballack oraz Joe Cole, opuścił Stamford Bridge wraz z końcem kontraktu, który wygasł pod koniec czerwca. Następnie przeszedł do Fluminense i w tym samym roku zdążył z tym klubem wywalczyć mistrzostwo Brazylii. W połowie czerwca 2011 roku podpisał kontrakt z Cearą, jednak nie zdążył rozegrać żadnego meczu, bowiem 28 czerwca 2011 roku zakończył karierę ze względu na problemy zdrowotne.

## Kariera reprezentacyjna
W reprezentacji Brazylii w piłce nożnej Belletti występował w latach 2001–2005. Wraz z nią dotarł do ćwierćfinału Copa América 2001 oraz zdobył Mistrzostwo Świata w 2002 roku na turnieju w Korei i Japonii. Łącznie w barwach narodowych wystąpił w 23 meczach i zdobył w nich jednego gola (18 lipca 2001 roku w wygranym 3:1 spotkaniu z reprezentacją Paragwaju).

## Sukcesy
- Cruzeiro
  - Campeonato Mineiro: 1994
- Atlético Mineiro
  - Campeonato Mineiro: 1999
- São Paulo
  - Campeonato Paulista: 1998, 2000
- FC Barcelona
  - Mistrzostwo Hiszpanii: 2004/2005, 2005/2006
  - Liga Mistrzów: 2005/2006
  - Superpuchar Hiszpanii: 2005, 2006
- Chelsea F.C.
  - Premier League: 2009/2010
  - Puchar Anglii: 2009, 2010
  - Tarcza Wspólnoty: 2009
- Reprezentacja
  - Mistrzostwo Świata: 2002